# منطقه سلطنتی کنزینگتون و چلسی
منطقه سلطنتی کنزینگتون و چلسی (به انگلیسی: Royal Borough of Kensington and Chelsea) یک بورگ لندن در بریتانیا است که در لندن بزرگ واقع شده‌است.
این منطقه ۱۲.۱۳ کیلومتر مربع مساحت دارد و جمعیت آن ۱۸۰٬۳۰۰ نفر بوده است.

## خواهرخوانده
شهر کن (فرانسه) خواهرخواندهٔ منطقه سلطنتی کنزینگتون و چلسی هست.